# Marie-France Colignon
Marie-France Colignon (* 16. November 1959) ist eine ehemalige französische Judoka. Sie gewann zwei Silbermedaillen bei Weltmeisterschaften und war 1985 Europameisterin.

## Sportliche Karriere
Marie-France Colignon kämpfte bis 1988 im Superleichtgewicht, der Gewichtsklasse bis 48 Kilogramm. 1982 gewann sie ihren einzigen französischen Meistertitel.
1980 wurden in New York City erstmals Judo-Weltmeisterschaften für Frauen ausgetragen. Die Französinnen gewannen bei den Wettkämpfen in jeder der acht Gewichtsklassen eine Medaille, Marie-France Colignon erkämpfte eine Bronzemedaille in der leichtesten Klasse. Im März 1982 belegte Colignon bei den Europameisterschaften in Oslo den dritten Platz. Ende 1982 fanden die Weltmeisterschaften in Paris statt. Colignon erreichte das Finale durch einen Sieg über die Niederländerin Jola Bink. Im Finale siegte die Britin Karen Briggs, Colignon erhielt die Silbermedaille. Zwei Jahre später bei den Weltmeisterschaften 1984 in Wien erreichte Colignon durch einen Sieg über die Australierin Julie Reardon erneut das Finale. Wie zwei Jahre zuvor erhielt sie nach einer Niederlage gegen Karen Briggs die Silbermedaille. Im März 1985 fanden in Landskrona die Europameisterschaften 1985 statt. Im Halbfinale bezwang sie die Britin Ann-Marie Briody und im Finale die Deutsche Birgit Friedrich. Im gleichen Jahr siegten die Französinnen auch bei den Mannschafts-Europameisterschaften. Colignon war noch bis 1989 international aktiv, sie gewann aber keine Medaillen mehr bei internationalen Meisterschaften.